# Le reiette
Le reiette (The Outcasts) è un film del 2017 diretto da Peter Hutchings.
Film comico per ragazzi con un cast corale formato da Ashley Rickards, Victoria Justice, Avan Jogia, Eden Sher, Peyton List, Claudia Lee, Katie Chang e Jazmyn Richardson.
Il film è stato distribuito in sale limitate e tramite video-on-demand il 14 aprile 2017 da Swen Releasing.
In Italia è uscito su Netflix il 14 agosto 2017.

## Trama
Dopo essere rimaste vittime di uno scherzo umiliante da parte della reginetta del liceo, Jodi e la migliore amica Mindy tramano la loro vendetta unendo tutte le forze dei nerd della scuola per rovesciare lo strapotere degli studenti più popolari una volta per tutte. Ciò che si desidera, però, spesso porta a conseguenze impreviste, che rovinano quasi l’amicizia tra le due ragazze e la nascente storia d’amore di Jodi con Dave.

## Produzione
Il 13 maggio 2014, entrarono nel cast (originariamente intitolato The Outskirts), Eden Sher, Avan Jogia, Claudia Lee, Victoria Justice, Ashley Rickards, Peyton List, Katie Chang e William Peltz. L'8 agosto, Frank Whaley si è unito al film per interpretare Herb, il padre di Jodi.
Victoria Justice e Avan Jogia hanno recitato insieme nel film Spectacular! e nella serie televisiva Victorious.

### Riprese
Le riprese sono iniziate il 2 luglio 2014 a New York. Nel mese di agosto, le riprese si sono svolte presso la John L. Miller Great Neck North High School e in altre località intorno a Great Neck e Port Washington.

## Promozione
Il 29 luglio 2014, due immagini del film sono state rivelate da Entertainment Weekly. Il 14 maggio 2015 il poster ufficiale è stato pubblicato attraverso i social network del cast.

## Distribuzione
Nel marzo 2017, Swen Group ha acquisito i diritti di distribuzione del film. Il 14 aprile 2017, il film è uscito in sale limitate e in on-demand. Il 14 agosto 2017 è uscito su Netflix.

## Accoglienza

### Critica
Su Rotten Tomatoes ha un indice di gradimento del 57% con un voto medio di 5,9 su 10, basato su 7 recensioni.
Kimber Myers del Los Angeles Times scrive "Frequentemente divertente e generalmente innocuo, The Outcasts non porta nulla di nuovo alla commedia adolescenziale, ma questa è la cosa bella del sottogenere per i suoi spettatori".
Richard Koeper del Chicago Sun-Times ha dato una recensione negativa scrivendo "Prima che finisse, lo stavo già dimenticando".